# Kingsburg (Kalifornija)
Kingsburg je grad u američkoj saveznoj državi Kalifornija. Prema popisu stanovništva iz 2010. u njemu je živjelo 11.382 stanovnika.